# Semiothisa santaremaria
Semiothisa santaremaria är en fjärilsart som beskrevs av Walker 1861. Semiothisa santaremaria ingår i släktet Semiothisa och familjen mätare. Inga underarter finns listade i Catalogue of Life.